# Línea LM13 (Canelones)
La línea LM13 es una línea local y metropolitana de Toledo une dicha ciudad con el barrio Manga de Montevideo.

## Características
Es una línea local metropolitana que parte desde la ciudad de Toledo, precisamente en el empalme de las rutas 6 y 7 hacia la Terminal de Mendoza e Instrucciones en el barrio Manga de Montevideo. 
Fue creada como una línea local de Toledo, la cual en el año 2009 al extenderse hacia la ciudad de Montevideo, fue convertida en una línea local - metropolitana.

## Recorrido
Ida
- Terminal Instrucciones y Mendoza
- Avenida de las Instrucciones
- Ruta 33
- Avenida Hugo Méndez
- Ruta 6
- Ruta 7